# Hyponotum penai
Hyponotum penai es una especie de coleóptero de la familia Cantharidae.

## Distribución geográfica
Habita en Chile.